# چاه واگذاری شماره ۳
چاه واگذاری شماره ۳ یک منطقهٔ مسکونی در ایران است که در دهستان ریزآب واقع شده‌است. چاه واگذاری شماره ۳ ۲۰۱ نفر جمعیت دارد.